# 岩手県道121号遠野停車場線
岩手県道121号遠野停車場線（いわてけんどう121ごう とおのていしゃじょうせん）は、岩手県遠野市を通る一般県道である。

## 概要
遠野停車場から遠野市中央通に至る。
遠野駅前ロータリーは、時計回りの一方通行となっている。
沿道にはとおの昔話村など古くからの町並みが多い。

### 路線データ
- 実延長：257.8m
- 起点：遠野停車場（遠野駅）
- 終点：遠野市中央通り（県道238号交点）

## 地理

### 通過する自治体
- 遠野市

### 交差する道路
- 岩手県道238号遠野住田線（遠野市中央通り）

### 沿線の施設など
- JR釜石線 遠野駅